# Liste der denkmalgeschützten Objekte in Ranggen
Die Liste der denkmalgeschützten Objekte in Ranggen enthält die 5 denkmalgeschützten, unbeweglichen Objekte der Tiroler Gemeinde Ranggen.

## Denkmäler
| Foto |                 | Denkmal                                                                                             | Standort                                 | Beschreibung | Metadaten |
| ---- | --------------- | --------------------------------------------------------------------------------------------------- | ---------------------------------------- | --- | --- |
| ja   | Datei hochladen | Flurkapelle Osums HERIS-ID: 105592 Objekt-ID: 122599 TKK: 68132seit 2012                            | östlich Außerdorf Standort KG: Ranggen   | Die offene gemauerte Kapelle vom Anfang des 19. Jahrhunderts ist mit Malereien in spätbarocker Manier geschmückt. Der Innenraum weist ein Tonnengewölbe mit Stichkappen auf. | BDA-Hist.: Q37805700 Status: Bescheid Stand der BDA-Liste: 2025-06-30 Name: Flurkapelle Osums GstNr.: 1265 Ranggen, Flurkapelle Osums                                 |
| ja   | Datei hochladen | Ansitz Ferklehen HERIS-ID: 40067 Objekt-ID: 39959 TKK: 68136                                        | Ferklehen 1 Standort KG: Ranggen         | Der Ansitz wurde 1355 erstmals erwähnt und 1545–1548 in der heutigen Form erbaut. 1573 gelangte er in den Besitz des Tiroler Landesfürsten Ferdinand II. Nach einem Brand im Zuge des Bayrischen Rummels 1703 wurde er wiederaufgebaut. Der rechteckige, dreigeschoßige Bau mit Walmdach weist an der Ostseite einen zur Hälfte eingestellten oktogonalen Turm mit Haube und Laterne, Rundfenster und Kreuzscharten auf. An der Südostecke der Einfassungsmauer befindet sich eine freistehende, doppelgeschoßige Kapelle, im Südwesten ein teilweise abgetragener Wehrturm, im Nordwesten ein niedriges Wirtschaftsgebäude mit dem Rest eines Rundturmes. | BDA-Hist.: Q37992587 Status: Bescheid Stand der BDA-Liste: 2025-06-30 Name: Ansitz Ferklehen GstNr.: .88 Ranggen, Ansitz Ferklehen                                    |
| ja   | Datei hochladen | Wirtskapelle HERIS-ID: 40064 Objekt-ID: 39956 TKK: 68133                                            | östlich Oberdorf 62 Standort KG: Ranggen | Die offene gemauerte Wegkapelle mit leicht eingezogener Rundapsis, Walmdach und Säulenvorbau wurde in der zweiten Hälfte des 19. Jahrhunderts errichtet. Die Fassade ist durch ein Rundbogenfries und ein profiliertes Gesimsband gegliedert. Der Innenraum weist ein flaches Tonnengewölbe auf. | BDA-Hist.: Q37992573 Status: § 2a Stand der BDA-Liste: 2025-06-30 Name: Wirtskapelle GstNr.: 1260 Ranggen, Wirtskapelle                                               |
| ja   | Datei hochladen | Kath. Pfarrkirche hl. Magnus und Friedhof HERIS-ID: 55815 Objekt-ID: 64672 TKK: 19499, 68125, 68126 | neben Unterdorf 12 Standort KG: Ranggen  | Die große barocke Kirche wurde 1775–1778 anstelle eines gotischen Vorgängerbaus errichtet. An das zweijochige Langhaus mit eingezogenem Chor schließt östlich der schmälere, ehemalige Chor des Vorgängerbaus an, der heute als Sakristei genutzt wird. Der ebenfalls noch vom gotischen Bau stammende Nordturm wurde mit einem oktogonalen Aufbau, Doppelzwiebelhelm und Laterne versehen. Das Langhaus weist an West-, Nord- und Südseite Rundbogenportale und gliedernde, klassizistische Fassadenmalereien auf. Der Innenraum ist mit einem Platzlgewölbe über Wandpfeilern mit Pilastern und umlaufendem Gebälk versehen, die Deckengemälde von Franz Anton Zeiller von 1778 zeigen Szenen aus dem Marienleben. Die Deckenbilder im ehemaligen gotischen Chor wurden um 1760 von Christoph Anton Mayr geschaffen. | BDA-Hist.: Q38068031 Status: § 2a Stand der BDA-Liste: 2025-06-30 Name: Kath. Pfarrkirche hl. Magnus und Friedhof GstNr.: .37, 27, 28, 29, 74, 32 Pfarrkirche Ranggen |
| ja   | Datei hochladen | Viehscheid-Kapelle HERIS-ID: 105590 Objekt-ID: 122597 TKK: 68131                                    | bei Viehscheide 1 Standort KG: Ranggen   | Die einjochige, in den Hang gebaute, gemauerte Kapelle mit leicht eingezogener Rundapsis, Rundbogenöffnungen und Satteldach wurde im 18. Jahrhundert errichtet. Das Innere weist ein Tonnengewölbe auf. | BDA-Hist.: Q37805683 Status: § 2a Stand der BDA-Liste: 2025-06-30 Name: Viehscheid-Kapelle GstNr.: .94 Ranggen, Viehscheid-Kapelle                                    |